# دبلیواس‌پی
دبلیواس‌پی (انگلیسی: WSP Global) شرکت مهندسی کانادایی است، که در زمینه ارائه خدمات حرفه‌ای و مشاور مدیریت فعالیت می‌نماید.
شرکت دبلیواس‌پی در سال ۱۹۵۹ تأسیس شد و پس از خریداری شرکت آمریکایی پارسونز برینکرهاف در سال ۲۰۱۵، به بزرگترین شرکت خدمات مهندسی جهان تبدیل گردید. دفتر مرکزی این شرکت در شهر مونترآل قرار دارد و بخشی از سهام آن در بازار بورس تورنتو معامله می‌شود.